# George Michael
George Michael, születési neve Γεώργιος Κυριάκος Παναγιώτου (Jeórjiosz Kiriákosz Panajótu) (London, 1963. június 25. – Goring-on-Thames, Oxfordshire, 2016. december 25.) kétszeres Grammy-díjas görög származású brit énekes és dalszerző, aki az 1980-as években lett népszerű, amikor 1981-ben megalapította a Wham! nevű popduót egykori iskolatársával, Andrew Ridgeley-vel. Olyan világszerte sikeres dalok kötődnek a nevéhez, mint a Last Christmas és a Wake Me Up Before You Go-Go, albumok közül pedig az 1987-ben kiadott Faith, valamint az 1990-es Listen Without Prejudice Vol. 1.
Karrierje során Michael több mint 100 millió lemezt adott el. Debütáló szólólemeze, a Faith (1987) mintegy 20 millió példányban kelt el világszerte. Kislemezei közül hét végzett az első helyen hazájában, az Egyesült Királyságban, míg az amerikai Billboard Hot 100 listán nyolcszor tudott az élre törni, többek közt Careless Whisper és Freedomǃ '90 című dalaival. Michaelt a legtöbb zenei kiadványt értékesítő brit előadók közé sorolják, míg az amerikai Billboard magazin minden idők 40. legsikeresebb előadójának nevezte meg. 30 éves pályafutása során számtalan zenei díjat gyűjtött be, köztük három Brit Awards-díjat („a legjobb brit férfi előadó” elismerést kétszer is kiérdemelte), négy MTV Video Music Awards-díjat, négy Ivor Novello-díjat, három American Music Awards-díjat, végül pedig nyolc Grammy-jelöléséből kettőt tudott díjra váltani. Mint nyíltan homoszexuális, George Michael kiemelten támogatta a melegközösségeket, és az AIDS elleni küzdelem egyik élharcosa volt.
2004-ben a Radio Academy szerint az 1984 és 2004 közötti időszakot nézve az ő dalait játszották legtöbbször a brit rádiók. A 2005-ben megjelent A Different Story című dokumentumfilm bemutatta Michael életét és pályafutását. 2006-ban 15 év kihagyás után kezdett újra koncertezni; ez volt a 25 Live elnevezésű világ körüli turné, amely során egészen 2008-ig nagy kereskedelmi sikereket elérve adott telt házas koncerteket.
2016. december 25-én, 53 évesen hunyt el oxfordshire-i otthonában.

## Korai évek
George Michael 1963. június 25-én született Angliában, Észak-Londonban. Apja, Kiriákosz Panajótu ciprusi görög vendéglős volt, aki az 1950-es években költözött Angliába és a nevét Jack Panosra változtatta. Michael édesanyja, Lesley Angold Harrison angol táncosnő, akinek anyja zsidó származású volt, 1997-ben rákban hunyt el. Két nővére van: Yioda és Melanie. Michael születését követően a család elköltözött, az énekes gyermekkorának nagy részét a London északnyugati részén fekvő Kingsburyben töltötte, ahol a Kingsbury High School középiskola tanulója volt.
Tinédzser éveinek elején a család továbbállt, és a Hertfordhire megyében található Radlett városában vásároltak új otthont. Michael beiratkozott a Bushey Meads Schoolba, ahol megismerkedett jövőbeli zenésztársával, Andrew Ridgeley-vel. Mindkettőjüknek hasonló ambícióik voltak, mind a ketten zenészek akartak lenni. Michael a londoni metró területén zenélt, ahol többek közt egyik kedvenc Queen-dalát, a 39-et is gyakran előadta. Zenei pályáját DJ-ként kezdte: fiatal közönség előtt játszott klubokban, meg a Bushey, Stanmore és Watford közelében lévő iskolákban. Ezt követte a rövid életű Executive nevű ska formáció Andrew Ridgeley-vel, s a bátyjával, Paullal, Andrew Leaverrel és David Mortimerrel (későbbi nevén David Austinnal).

## Zenei karrierje

### A Wham!
Egészen 1981-ig, amíg meg nem alapította a Wham! együttest Andrew Ridgeley-vel, Michael nem volt sikeres. A zenekar első albuma, a Fantastic 1983-ban az első helyen végzett az Egyesült Királyság slágerlistáján, és több top 10-es kislemezt eredményezett, köztük a Young Gunst, a Wham Rap! (Enjoy What You Do?)-t és a Club Tropicanát. Második nagylemezük, a Make It Big volt az áttörés, amely a duót nemzetközi szupersztárrá változtatta, Amerikában a slágerlisták első helyén végzett. Az albumról az alábbi kislemezek jelentek meg: a Wake Me Up Before You Go-Go (első helyezett lett az Egyesült Államokban és az Egyesült Királyságban is), a Freedom, az Everything She Wants és a Careless Whisper, amely közel 25 országban került a slágerlisták legtetejére, köztük Amerikában is. Utóbbi dal volt Michael első kísérlete szólóelőadóként.
Michael énekelt a főként brit és ír zenészekből álló Band Aid társulat Do They Know It's Christmas című számában, valamint a Last Christmas/Everything She Wants című kislemezei bevételét felajánlotta jótékony célra. Ezen kívül háttérvokált énekelt David Cassidy 1985-ös sikerdalán, a The Last Kissen és ugyanabban az évben Elton John nagy sikerű Nikita című dalán, és a Wrap Her Upon. Michael ekkor interjút készített David Cassidy amerikai énekessel David Litchfield legendás újságjában, a Ritz Newspaperben.
A Wham! 1985 áprilisában Kínába ment turnézni, ők voltak az első népszerű nyugati zenei produkció, amely Kínába látogatott, és ez világszerte nagy média-nyilvánosságot kapott, s amelynek középpontjában Michael állt. Az országban szigorú zenei korlátozások voltak érvényben. A turnét az ünnepelt filmrendező, Lindsay Anderson dokumentálta, producere Martin Lewis volt. Filmjük, a Foreign Skies: Wham! in China hozzájárult Michael karrierjének növekedéséhez.
Miután Michael szólókislemezei, a Careless Whisper (1984) és A Different Corner (1986) sikeressé váltak, megjelentek az első pletykák a Whamǃ feloszlását illetően. Michael szólókarrierjének sikerei hatására az együttes 1986-ban hivatalosan is feloszlott a The Edge of Heaven című búcsúkislemez és a The Final című válogatásalbum megjelentetése, valamint egy, a Wembley Stadionban megrendezett telt házas szuperkoncert után. A popduó utolsó kislemeze, a The Edge of Heaven 1986 júniusában első helyezett lett a brit slágerlistán.

### Szólókarrierjének kezdete: aFaith
George Michael vágya az volt, hogy a Wham!-énél kifinomultabb közönségnek készítsen dalokat. Szólókarrierje kezdetekor, 1987 elején, készített egy duettet Aretha Franklinnel.
Az I Knew You Were Waiting (For Me) egyszeri projekt volt, amelyben egyik kedvenc előadójával együtt énekelhetett, és amely segítette Michaelt abban, hogy elérje a célját. A szám első lett az Egyesült Királyság kislemezlistáján és az amerikai Billboard Hot 100 listán is.
Az I Knew You Were Waiting (For Me) zsinórban a harmadik szóló No. 1 kislemeze lett az 1984-es Careless Whisper (a Wham! Make it Big című albumáról) és az 1986-os A Different Corner után. Ez volt az első olyan kislemeze, amelynek szövegét nem egyedül írta. A társszerző, Simon Climie akkoriban még ismeretlen volt, csak 1988-ban ért el sikereket Climie Fisher nevű popduójával. Az I Knew You Were Waiting (For Me) 1988-ban Grammy-díjat hozott az énekesnek a „Legjobb R&B Előadás – vokál-duett vagy csapat” kategóriában.
1987 őszén megjelent első szólóalbuma, a Faith. Ennek összes számát személyesen egyetlen dal kivételével ő írta. Első kislemeze, az I Want Your Sex több rádión is tiltólistára került szabadszájú szexuális utalásai miatt, videóklipjét pedig az éjszakai órákban játszották. Később készült egy visszafogottabb verziója (I Want Your Love), melyben a „sex” szót „love”-ra cserélték. Ennek ellenére a kislemez Amerikában a második helyig, Nagy-Britanniában a harmadik helyig jutott, és bekerült a Beverly Hills-i zsaru 2. című filmbe is.
A nagylemez címadó slágere, a Faith valamivel az album előtt jelent meg 1987 októberében, és hatalmas sikert ért el, a mai napig Michael egyik legnépszerűbb slágere. Négy hétig vezette az amerikai slágerlistát. Az Egyesült Királyságban a második helyig jutott. Klipjében a nyolcvanas évek jellegzetes ruhadarabjait viselte: bőrdzseki, napszemüveg, cowboycsizma, farmer, mindezt egy akusztikus gitárral és egy zenegéppel megtámogatva.
A Faith nagylemez 1987. október 30-án jelent meg az Egyesült Királyságban, valamint számos más országban egyaránt. Összességében az album hatalmas siker lett, az Egyesült Államokban egy egész évig tartózkodott a Billboard 200 lista Top 10-es mezőnyében, ebből 12 hétig vezette azt. Az országban 10 millió eladott példány után az Amerikai Hanglemezgyártók Szövetsége (RIAA) gyémántminősítésben részesítette az albumot, amelyből világszerte mintegy 25 millió példány kelt el. Az album négy kislemeze érte el az első helyet Amerikában, ezek a Faith, a Father Figure, a One More Try és a Monkey.
1988-ban világ körüli turnéra indult a lemezzel, néhány Wham!-slágerrel, és különleges performanszokkal is készülve. Los Angelesben Aretha Franklin csatlakozott hozzá a színpadon, hogy előadják az I Knew You Were Waiting című dalukat. A koncert az 1988-as év második legnagyobb bevételét hozó eseménye volt a maga 17,7 millió dolláros hasznával. 1989 februárjában a Faith elnyerte az év albumának járó Grammy-díjat. Az 1989-es MTV Video Music Awardson Los Angelesben Michael kapta az MTV Életmű-díjat.
A Different Story című dokumentumfilmje szerint a siker mindenesetre fárasztó és frusztráló dolognak bizonyult számára, ráadásul távol volt barátaitól és családjától a turné alatt. Második lemezét is már csak úgy vállalta, ha nem lesz körülötte ekkora reklámkampány.

### 1990–1992: Listen Without Prejudice
Az eredetileg kétlemezesre tervezett második album első fele, a "Listen Without Prejudice Vol.1." 1990 szeptemberében jelent meg. Michael új imidzset szeretett volna kialakítani, hogy komoly dalszerző lehessen, ennek érdekében mindennemű promóciót letiltott, még azt is, hogy videóklipek készüljenek. A "Praying For Time" volt az első kislemez, mely a társadalom problémáiról szólt, és a kritika lelkendezve fogadta. Billboard első helyezése miatt készítettek hozzá egy videóklipet, de ebben George Michael nem jelent meg – mint ahogy az album többi kislemezének klipjében sem.
Második kislemeze, a "Waiting For The Day" egy akusztikus gitáralapokon nyugvó dal volt, amely nem ért el számottevő sikert. Rögtön utána került viszont kiadásra a nagylemez, amely a brit listán első, az amerikain második lett, előbbin 88 hétig tanyázott, és négyszeres platinalemez lett. Köszönhető volt ez a harmadik kislemeznek, a Freedom '90-nak is, melyhez készült videóklip, de George Michael nélkül, ismert topmodellekkel. Leszámoltak a videóban korábbi szexszimbólum státuszával is, amikor elégették a "Faith" klipjéből ismert fellépőruháját. Egy másik dal a lemezről, a "Mother's Pride", az Öbölháború idején lett rádiós sláger. Összességében a nagylemezből 8 millió kelt el.
1991-ben egy nagyobb turnéra indult, és fellépett a híres Rock in Rio fesztiválon is. Itt ismerte meg későbbi élettársát, Anselmo Feleppát. Ez a turné nem annyira a lemezt népszerűsítette, hanem inkább arról szólt, hogy George Michael kedvenc dalait énekelte saját feldolgozásában. Köztük volt Elton John 1974-es slágere, a "Don't Let The Sun Go Down On Me", amelyet a két művész már elénekelt közösen az 1985-ös Live Aid során, majd 1991 végén felvették közösen és kiadták kislemezen is.
Eközben nézeteltérései támadtak kiadójával, a Sony Musickal, minek következtében a beígért "Listen Without Prejudice Vol.2." című lemezből nem lett semmi. A vita tárgya az volt, hogy George Michael szerint a Sony nem reklámozta kellőképpen az új lemezt, és ez ezért nem lett sikeres Amerikában, mire a Sony visszavágott azzal, hogy ennek inkább a videóklipek letiltása volt az oka. A három, már elkészült dalt felajánlotta AIDS-jótékonysági célokra, egy negyediket, a "Crazyman Dance"-t pedig az újabb kislemez, a "Too Funky" B-oldalává tett. E kislemez bevételeit is jótékony célra fordították, és nagy siker lett, bár nem jelent meg albumon, csak válogatáslemezen. Videóklipjében Michael rendezőként látható, de csak pillanatokra, amint a kor ismert szupermodelljeit filmezi.
1992-ben fellépett a Freddie Mercury emlékére rendezett koncerten, ahol felejthetetlen alakítást nyújtott. Állítólag még az is felmerült, hogy legyen Michael a Queen állandó énekese. A fellépésen készített felvételekből, illetve az előző évi koncertfellépéseinek felvételéből összeállított egy minialbumot, Five Live címmel.

### 1994–1997: Older
Hosszú kihagyás után 1994 legvégén George Michael fellépett az első MTV European Music Awards Show-ban. Itt adta elő legújabb szerzeményét: a "Jesus to a Child"-ot előző évben meghalt élettársa, Anselmo Feleppa emlékére írta – bár ez, mivel az énekes titkolta másságát, nem derült ki egyértelműen. A brit lista első helyéig jutott, annak ellenére, hogy közel hét perc hosszú. Az ezt követő 1996-os "Fastlove" még érdekesebb kislemez volt, hosszú (öt perces), és nem volt benne igazi refrén, viszont ez is első lett a brit listán és nyolcadik az amerikain. Hosszú idő után 1996-ban megjelent az "Older" nagylemez is, amelynek érdekessége az volt, hogy hat kislemez is kijött róla. A briteknél mindegyik bejutott a TOP3-ba, amellyel rekordot állított fel. Ebben az évben több díjjelölést is kapott, valamint harmadszor választották meg az Ivor Novello Awardson a legjobb dalszerzőnek. Fellépett az MTV Unpluggedban is, ahol a közönség soraiban ott volt édesanyja is, aki a rákövetkező évben elhunyt.
1998-ban kétlemezes válogatást adott ki: a "Ladies and Gentlemen" első lemezén szerelmes számok, a másodikon ritmusosabbak voltak hallhatóak. Különlegessége, hogy addig kiadatlan duettek is rákerültek, és új számok is. Az első, az "Outside" egy humoros válasz arra, ahogy homoszexualitását egy inkognitóban dolgozó rendőr leleplezte, a második az "As", melyet Mary J. Blige-dzsel közösen adott elő. Mindkettő nagy siker lett. 1999-ben "Songs From the Last Century" címmel kiadott egy nem túl sikeres lemezt, amelyen klasszikus dalokat énekelt a saját feldolgozásában.

### 2000–2005: Patience
2000-ben Whitney Houston-nal átdolgozták az énekesnő If I Told You That című számát duetté, amely a Whitney: The Greatest Hits című válogatásalbumon kapott helyet, Izlandon, Horvátországban és Lengyelországban az 1. helyen végzett, míg a brit kislemezlistán a kilencedik helyen állt. Ekkor már évek óta tervezte újabb stúdióalbumát, amely azonban közel két évig készült. Az első kislemez, a "Freeek!" több országban is sláger lett, a videóklipje pedig látványosra és drágára sikerült. Nem is ez tette igazán hírhedtté a készülő nagylemezt, hanem a következő kislemez, a "Shoot The Dog", amely George W. Bush és Tony Blair Irak-ellenes kampánya ellen emelte fel a szavát, egy jól sikerült rajzfilmes videóklippel karöltve. 2003 elején felvett még egy háborúellenes számot, Don McLean "The Grave"-jét, melyet előadhatott a Top of the Popsban is, bár kisebb botrányt kavart háború- és Blair-ellenes pólójával. Ugyanebben az évben újra szerződést kötött a Sony Musickal, amely 2004-ben kiadta legújabb, "Patience" című lemezét. A visszatérés jól sikerült, a brit listán első helyen nyitott, és már az első héten eladtak belőle kétszázezer példányt. Eladásai világszerte is jól alakultak. Harmadik kislemezével, az "Amazing"-gel hivatalosan is felvállalta homoszexualitását, míg a negyedik, a "Flawless", egy The Ones-feldolgozás volt, és mind a két kislemez nagy sikereket ért el a brit és az amerikai slágerlistákon. Az Amazing Magyarországon, Olaszországban, Lengyelországban és Spanyolországban is az első helyre került, és három amerikai Billboard tánclistán is az élen teljesített. A "Flawless" pedig a 8. helyet érte el a brit kislemezlistán. Dance sláger lett, különösen az Egyesült Államokban, ahol az 1. helyet érte el a Billboard Hot Dance Club Songs listáján. A "Round Here" és a "John and Elvis are Dead" már szerényebben szerepeltek, utóbbi ráadásul nem is volt mérhető, mert ingyenesen letölthető kislemez volt. Ezt egy bejelentés követte: George Michael a jövőben nem készít több albumot, hanem minden száma ingyenesen letölthető lesz, azzal, hogy rajongói jótékony célokra adakozhatnak, ha meg is vásárolják őket.

### 2006–2016: utolsó évei
Karrierjének huszonötödik évfordulójára, 2006-ban megjelent a "Twenty Five" című háromlemezes válogatásalbum, három (plusz egy) új dallal, ezek: "An Easier Affair", amely Olaszországban és Magyarországon is az első helyre került a slágerlistákon, 10 000 darab kelt el belőle Olaszországban. Az Egyesült Királyságban a 13. helyet érte el. A videóklipet Jake Nava rendezte. A következő kislemez a "This Is Not Real Love" (duett az angol énekesnővel, Mutya Buenával) amely a tizenötödik helyen tetőzött az Egyesült Királyságban, és a "Heal the Pain" egy új verziója, amelyet Paul McCartney- val vettek fel, és a brit listán első helyet ért el. Többféle kiadásban is létezik, ezek tartalma országonként is eltérő lehet. Megjelent egy DVD is, ezen videóklipek láthatóak. 2006-ban tizenöt év után először ment turnéra, ez volt a 25 Live. A 80 helyszínes turnét majdnem másfélmillióan látták. Ő volt az első előadó a felújított Wembley Stadionban, ami után meg is büntették 130 ezer fontra, mert 13 perccel túllépte a megengedett műsoridőt. 2008-ban még tucatnyi helyszínt adott a turnéjához, főként Észak-Amerikában. Ugyanebben az évben kapott egy kisebb szerepet az Eli Stone című sorozatban, és fellépett az American Idolban is. Kiadott egy ingyenes új dalt is, "December Song" címmel, jótékonysági célzattal. Fellépéseit rendületlenül folytatta, 2011-ben Európában szimfonikus zenekari turnéra indult, ám novemberben bécsi fellépése során súlyos beteg lett, így le kellett mondania a többi alkalmat. Állapota miatt egy ideig nem lépett fel, de 2012 nyarán kiadta a "White Light" című dalt, mely felépülése és 30 éve tartó karrierje tiszteletére íródott. A turnén előadott számaiból készített felvételekből 2014 márciusában "Symphonica" címmel albumot adott ki.
Utolsó hónapjaiban bejelentette, hogy "Freedom" címen dokumentumfilmet készít életéről, amelyet 2017 márciusára tervezett megjelentetni. Ugyancsak bejelentette, hogy új dalokon is dolgozik, és tervezi a visszatérést. Egy hónappal később az angol dalszerző, Naughty Boy megerősítette, hogy együttműködik Michaellel egy új dal és album kidolgozásában. Naughty Boy azt állította, hogy a dal "csodálatos, de [...] keserédes". 2017. szeptember 7-én (hónapokkal Michael halála után) megjelent a "Fantasy" című kislemez Nile Rodgers közreműködésével.
Miután 1984-es megjelenésekor a második helyen állt a slágerlistán (a Band Aid " Do They Know It's Christmas? " című száma mögött, amelyben Michael is közreműködött), a "Last Christmas" végül 2021 újév napján (a slágerlista hetének vége 2021. január 7.) elérte az első helyet a brit kislemezlistán, több mint 36 évvel a megjelenése után. Andrew Ridgeley szerint a listavezető helyezés "bizonyság az időtlen vonzerőről és bájról", hozzátéve: "Méltó tisztelgés George dalszerző zsenialitása előtt... rendkívül büszke és izgatott lett volna." Az első hely eléréséhez szükséges 36 év brit listarekord volt, amelyet Kate Bush döntött meg a "Running Up That Hill" című dalával 2022 júniusában, 37 év után. A „Last Christmas” 2023-ban először lett az Egyesült Királyság karácsonyi slágerlistájának élén, majd 2024 karácsonyán ismét az élre került, ezzel ez lett az első dal, amely egymást követő években vezette a karácsonyi listát, és mindössze a harmadik dal a Queen „ Bohemian Rhapsody ” és a „Do They Know It's Christmas?” című számai után, amely egynél többször is az ünnepi lista élére került.

## Magánélete

### Szexuális beállítottság
Tizenkilenc éves korában elmondta Andrew Ridgeley-nek és közeli barátainak, hogy biszexuális, de a szülei nem tudtak róla. Amikor aztán beleszeretett egy férfiba, egyértelművé vált számára, hogy ő homoszexuális. Kizárólag édesanyja iránt érzett aggodalma miatt tartotta irányultságát titokban a nagyközönség előtt. Első igazi kapcsolata a brazil divattervezővel, Anselmo Feleppával volt, aki 1993-ban AIDS-ben halt meg. Michael nagyon félt, hogy ő is elkapta a halálos kórt, de erről nem szólhatott a családjának, hiszen a szülei semmit nem tudtak beállítottságáról, de szerencsére egészségesnek bizonyult. 1996-ban Kenny Goss-szal, korábbi légiutas-kísérővel lépett kapcsolatba, akivel két házat is közösen birtokoltak. 2005-ben tervbe vették, hogy bejegyzett élettársi kapcsolatba lépnek, de tartva a várható negatív következményektől, ezt későbbre halasztották. A pár 2009-ben szakított, de George Michael halála előtt pár hónappal, 2016-ban, kibékültek.
George Michael másságának lelepleződése hírhedt körülmények közepette történt. 1998. április 7-én letartóztatták tiltott szexuális kapcsolat létesítése miatt a Beverly Hills-i Will Rogers Emlékparkban, Egy Marcelo Rodriguez nevű, inkognitóban dolgozó rendőr volt az, aki rábírta, hogy egy nyilvános vécében kezdeményezzen szexuális aktust, majd letartóztatta. Bűnösnek találták, 810 dollár pénzbüntetésre és 80 óra közmunkára ítélték. Az "Outside" című kislemezén és annak videóklipjében aztán szatirikus módon parodizálta a helyzetet, amibe keveredett, válaszul Rodriguez beperelte őt tízmillió dollárra a jó hírneve megsértéséért. A 2007-ig húzódó eljárásban aztán a bíróság George Michaelnek adott igazat. 2006-ban aztán egy Norman Kirtland nevű 58 éves férfival hozták hírbe, hasonló szituációban. Bár eleinte pert helyezett kilátásba, később mégis beismerte, hogy kedveli az anonim szexet.

### Kábítószer-függősége
George Michaelt több alkalommal kapták rajta kábítószer-birtokláson is. 2006-ban még megúszta egy figyelmeztetéssel, de 2007-ben drogok hatása alatt vezetett, amiért két évre elvették a jogosítványát, és közmunkára ítélték. Beismerte, hogy nem tud felhagyni a marihuána fogyasztásával, noha visszavett az adagjaiból. 2010-ben aztán több alkalommal is rajtakapták, ahogy kábítószer hatása alatt vezetett, s ezért nyolc hét börtönre és járművezetéstől való ötéves eltiltásra ítélték. Négy hét után azonban szabadulhatott.

### Politikai nézetei
A nyolcvanas években Michael a brit Munkáspárt támogatója volt. A későbbiekben sem rejtette politikai véleményét véka alá. 2002-es "Shoot The Dog" című számában a brit és amerikai háborús szándékok ellen emelte fel a hangját, amelyek Irak területén zajlottak. Meggyőződése szerint a britek véleményét nem kérték ki egy ilyen fajsúlyos kérdésben, és külön kritizálta Tony Blairt és George W. Busht. 2000-ben Melissa Etheridge, Garth Brooks, Queen Latifah, a Pet Shop Boys, és k.d. lang kíséretében lépett fel az "Equality Rocks" produkcióval Washingtonban, hogy felhívja a figyelmet az emberi jogokra. 2007-ben John Lennon másfélmillió angol fontot érő zongoráját (melyen az Imagine-t is szerezte) körbeküldte a világon olyan helyekre, ahol korábban erőszakos cselekmények történtek, hogy felhívja a figyelmet a világbékére. 2007-ben szófiai koncertjén nyíltan kiállt a bolgár védőnők mellett, akiket Líbiában azzal vádoltak meg, hogy HIV-vírussal fertőznek meg ottani gyerekeket. 2008-ban üdvözölte, hogy Kaliforniában a melegek legálisan összeházasodhatnak.

### Jótékonysági tevékenysége
George Michael számtalan alkalommal jótékonykodott is. 1984-ben az etióp éhezés felszámolására összeállt szuperprodukcióval, a Band Aiddel énekelte a "Do They Know It's Christmas?" című számot. A kislemez hatalmas siker lett, és ennek bevételein túl a Wham! "Last Christmas" című dalának bevételeit is felajánlotta ugyanezen célra. Az 1985-ös Live Aiden ugyancsak fellépett, méghozzá Elton Johnnal közösen. 1988-ban Nelson Mandela 70. születésnapjának tiszteletére énekelte a "Sexual Healing" című számot a Wembley Stadionban. 2003-ban Ronan Keatinggel szerepelt a brit Legyen Ön is milliomos!ban, ahol 32 ezer fontot nyert, ugyancsak jótékony célokra. Elton John AIDS-alapítványának lelkes támogatója, egy kampányban pedig 32 millió dollárt segített összegyűjteni halálos beteg gyermekek kezelésére. 2011-ben feldolgozta Stevie Wonder "You and I" című számát, és feltette a weboldalára azzal, hogy a letöltésért cserébe a felkínált tíz alapítvány valamelyikének adakozhatnak rajongói.

### Egészségi állapota
2011. október 26-án a londoni Royal Alberts Hallban lépett volna fel, de vírusfertőzésre hivatkozással lemondta. Egy hónappal később, november 21-én, két órával a tervezett bécsi fellépése előtt hasi fájdalmakkal kórházba szállították. Később kiderült, hogy valójában tüdőgyulladása van, és december 1-jéig az intenzív osztályra került, miután állapota súlyosabbra fordult. Bár lassan felépült,  összes 2011-es fellépését le kellett mondania. December 21-én kiengedték, két nappal később pedig már Londonban köszönte meg a kórház dolgozóinak segítségét, és egy ingyen koncertet ajánlott fel, csak nekik. Nyilatkozata során bevallotta, hogy gégemetszést is végre kellett rajta hajtani, mivel egy ideig kómában volt. Az itt tapasztalt élményeiből írta később a "White Light" című számot.
2013 májusában autóbalesetet szenvedett, aminek következtében beütötte a fejét, és emiatt kórházba kellett szállítani.

### Halála
2016. december 25-én hunyt el szívelégtelenségben az oxfordshire-i Goring-on-Thamesbeli otthonában, 53 évesen. Élettársa, Fadi Fawaz talált rá holttestére karácsony reggel.

## Diszkográfia
| - 1987: Faith - 1990: Listen Without Prejudice Vol. 1 - 1996: Older (album) - 1999: Songs from the Last Century - 2004: Patience - 2014: Symphonica | - 1998: Ladies & Gentlemen: The Best of George Michael - 2006: Twenty Five - 1993: Five Live |

| - 1984: Wake Me Up Before You Go-Go (Wham!) - 1985: Careless Whisper (Wham! közreműködik: George Michael) - 1985: Everything She Wants (Wham!) - 1987: I Knew You Were Waiting (For Me) (közreműködik: Aretha Franklin) - 1987: Faith - 1988: Father Figure - 1988: One More Try - 1988: Monkey - 1990: Praying for Time - 1991: Don't Let the Sun Go Down on Me (közreműködik: Elton John) | - 1984: Wake Me Up Before You Go-Go (Wham!) - 1984: Careless Whisper - 1984: Freedom (Wham!) - 1984: Do They Know It's Christmas? (Band Aid) - 1985: I'm Your Man (Wham!) - 1986: The Edge of Heaven (Wham!) - 1986: A Different Corner - 1987: I Knew You Were Waiting (For Me) (közreműködik: Aretha Franklin) - 1991: Don't Let the Sun Go Down on Me (közreműködik: Elton John) - 1993: Five Live EP (közreműködik: a Queen és Lisa Stansfield) - 1995: Jesus to a Child - 1996: Fastlove |